# 苗廳
苗廳是中國貴州省紫雲縣格凸河洞穴系統的一個洞廳，是世界上已知的最大地下洞廳。
苗廳位於中國貴州省紫雲縣紫雲格凸河國家公園內。法國探險隊 Gebihe'89 於1989年發現了這個洞廳，洞廳長852米，寬191米，面積約為154,500平方米，體積約為10,780,000立方米。2013年，英國領導的探險隊成員使用3-D激光掃描儀測量了洞廳。6億多年以來，格凸河洞穴系統所在的地區一直被海水覆蓋，在此期間積累了包括石灰岩在內數英里厚的沉積層，該地區的隆起和石灰岩層的侵蝕形成了今天的巨大洞穴系統。該系統分佈於石炭紀和二疊紀的石灰岩和白雲巖中。舊的洞穴水平已經被侵蝕切割，並跟隨第三紀隆起引起的基準水平降低。